# Cittareale
Cittareale là một đô thị ở tỉnh Rieti trong vùng Latium. Nó có khoảng cách khoảng 100 km về phía đông bắc của Roma và 35 km về phía đông bắc của Rieti. Tại thời điểm ngày 31 tháng 12 năm 2004, đô thị này có dân số 460 người và diện tích là 58,8 km².
Cittareale giáp các đô thị: Accumoli, Amatrice, Borbona, Cascia, Leonessa, Montereale, Norcia, Posta.